# شورای حکام فدرال رزرو
شورای حکام فدرال رزرو (به انگلیسی: Federal Reserve Board of Governors) نهاد اصلی حاکم بر سامانه فدرال رزرو است. مسوولیت آن نظارت بر بانک‌های فدرال رزرو و کمک به پیاده‌سازی سیاست پولی ایالات متحده است. اعضای شورای حکام را رئیس‌جمهور ایالات متحده منصوب می‌کند و سنا به آنها رای اعتماد می‌دهد. دوره آنها ۱۴ ساله است.

## اعضای کنونی
| پرتره                                                 | حاکم                              | حزب        | شروع دوره                                             | انقضای دوره                                    |
| ----------------------------------------------------- | --------------------------------- | ---------- | ----------------------------------------------------- | ---------------------------------------------- |
|                                                       | جروم پاول (رئیس فدرال رزرو)       | جمهوری‌خواه | ۵ فوریه ۲۰۱۸ (به عنوان رئیس) ۲۳ مه ۲۰۲۲ (انتصاب مجدد) | ۲۳ مه ۲۰۲۶ (به عنوان رئیس)                     |
| ۲۵ مه ۲۰۱۲ (به عنوان حاکم) ۱۶ ژوئن ۲۰۱۴ (انتصاب مجدد) | جروم پاول (رئیس فدرال رزرو)       | جمهوری‌خواه | ۳۱ ژانویه ۲۰۲۸ (به عنوان حاکم)                        |                                                |
|                                                       | لایل براینارد (نایب رئیس)         | دموکرات    | ۲۳ مه ۲۰۲۲ (به عنوان نایب رئیس)                       | ۲۳ مه ۲۰۲۶ (به عنوان نایب رئیس)                |
| ۱۶ ژوئن ۲۰۱۴ (به عنوان حاکم)                          | لایل براینارد (نایب رئیس)         | دموکرات    | ۳۱ ژانویه ۲۰۲۶ (به عنوان حاکم)                        |                                                |
|                                                       | مایکل بار (معاون رئیس برای نظارت) | دموکرات    | ۱۹ ژوئیه ۲۰۲۲ (به عنوان معاون رئیس برای نظارت)        | ۱۳ ژوئیه ۲۰۲۶ (به عنوان معاون رئیس برای نظارت) |
| ۱۹ ژوئیه ۲۰۲۲ (به عنوان حاکم)                         | مایکل بار (معاون رئیس برای نظارت) | دموکرات    | ۳۱ ژانویه ۲۰۳۲ (به عنوان حاکم)                        |                                                |
|                                                       | میکی بومن                         | جمهوری‌خواه | ۲۶ نوامبر ۲۰۱۸ ۱ فوریه ۲۰۲۰ (انتصاب مجدد)             | ۳۱ ژانویه ۲۰۳۴                                 |
|                                                       | کریس والر                         | جمهوری‌خواه | ۱۸ دسامبر ۲۰۲۰                                        | ۳۱ ژانویه ۲۰۳۰                                 |
|                                                       | لیسا کوک                          | دموکرات    | ۲۳ مه ۲۰۲۲                                            | ۳۱ ژانویه ۲۰۲۴                                 |
|                                                       | فیلیپ جفرسون                      | دموکرات    | ۲۳ مه ۲۰۲۲                                            | ۳۱ ژانویه ۲۰۳۶                                 |